# Blindspott (álbum)
Blindspott é o primeiro álbum de estúdio da banda neozelandesa de nu metal, Blindspott. O álbum foi lançado no dia 17 de julho de 2003. Na Nova Zelândia, o álbum alcançou a certificação de platina na primeira semana.

## Faixas
1. "Mind Dependency" – 6:07
2. "Nil By Mouth" – 3:37
3. "Suffocate" – 4:04
4. "Fall Down" – 4:00
5. "Interlude" – 1:06
6. "Blank" – 5:27
7. "S.U.I.T (So Us Is This)" – 3:44
8. "Jaded" – 1:33
9. "Plastic Shadow" – 5:25
10. "Lit Up" – 4:31
11. "Room to Breathe" – 4:01
12. "PMF" – 1:27
13. "Phlex" – 4:30
14. "Ilah (Silent War)" – 10:16

## Desempenho nas paradas musicais
| Paradas musicais | Melhor Posição |
| ---------------- | -------------- |
| NZ Albums Top 40 | 13             |